# 全真教
全真教（ぜんしんきょう）は、金の支配下にあった中国の華北の人、王重陽（1112年 - 1170年）が開いた道教の一派である。七真人と呼ばれる七人の開祖の高弟たちが教勢の拡大に努め、次第に教団としての体制を整えていった。

## 七真人
七真人とは、馬丹陽、譚長真、劉長生、丘長春（1148年 - 1227年）、王玉陽、郝広寧、孫不二の七人である。

## 教理
全真教の教理は、儒教の信奉者から道教に改宗した唐代の道士呂洞賓の説く内丹的道教思想に淵源を見ることができる。
その教理の根本は、王重陽の作とされる『重陽立教十五論』の中に述べられているが、その中で説かれている内容は、もはや道教本来の不老長生を求めるのみではなく、仏教とりわけ禅宗の影響が色濃く見受けられる。なお、後代南宋の朱子（1130年 - 1200年）が打ち立てた新しい儒教の朱子学からも影響を受けた。そのことは、王重陽が、盛んに儒仏道の「三教一致」を標榜したことに、容易に見て取れる。王重陽にとっての全真教とは、単に旧道教に対する新道教ではなく、その名のもとに、儒教・仏教をも含めた三教を摂取し融合しようとするものであった。また道士の修煉については、自分自身の修行である真功と人々の救済を行う真行の、功と行を二つながら全くする「功行両全」を主張し、自己救済の修行だけでなく他者の救済も実践しなくてはならないとした。

## 清規
また、「全真清規」という、禅宗の叢林で発達した教団規律である「清規」を取り入れた規則も設けている。そこで重視されるのは、出家の立場であり、打坐、内丹である。また、不立文字の考えも取り入れられている。

## 歴史
開祖王重陽は山東地方で弟子を取り、厳しい教導をして高弟を育てながら、一般に向けた活動を成功させ、大定十年（1170年）正月に没した。三年の喪があけたのち、弟子たちは自らの修行目標を言って四方に分かれて修行と弘教に努めた。最年長でもっとも修行を積んでいた馬丹陽が全真教の興廃を一身に背負って陝西省の各地で基盤を築くことに努力を重ねた。それが実って徐々に全真教が知られるようになった。
大定二十七年（1187年）には七真人の一人、王玉陽が金の世宗に召されて下問に答えたのを始めとして、翌年の大定二十八年（1188年）には丘長春が、世宗より法師号を授けられて、全真教が金朝によって公認された。その後、度牒の給付や観額の官売も認められ次第に教勢を張るようになる。
しかし、西方にチンギス・カンのモンゴルが次第に勢力を伸ばして来ると、丘長春は、高齢を押して、遠くインダス河畔まで西征途上のチンギス・カンを訪れるための旅をしている（1220年 - 1224年）。その旅行記は、「長春真人西遊記」として、今日に伝えられている。その結果、元代になっても、全真教は、前代にも増して発展することができ、道蔵の編纂や道教石窟の開鑿等の大事業も行われて、江南の龍虎山に本拠を置く正一教と勢力を二分するまでになった。
クビライの時代に元の国教が仏教に定められ、道教は禁令によって地下に潜ることを余儀なくされたが、元朝は全真教に対しては好意的であり、その勢力を大きく延ばした。
明代に入ると、王室の正一教優遇と全真教排斥の宗教政策に加えて、影響力のある道士が出なかったことも相俟って沈滞の時代となる。しかし、満州族が南下して明を滅ぼして清朝が成立する変革の時期に、王常月（1520年 - 1680年）という中興の祖が現われて公開的に伝戒を行うよう改革した。これにより南北に戒壇を設けて多くの道士に伝戒を行った。これによって清王室の認めるところとなり、全真教はふたたび隆盛を取り戻し、今日に至っている。
なお、北京で有名な道観である白雲観は、全真教の本山的な位置にある道観である。

## 全真教研究の変遷
従来の全真教研究のフレームワークの源流は、1941年の陳垣の『南宋初河北新道教考』にあり、これは唯物思想の抵抗史観を背景に持ち、旧来の道教に対して全真教を「新道教」とする意味付けは極めて歴史的経緯を背負った術語でもあった。1930年の常磐大定の『支那における仏教と儒教道教』と陳垣の論文を基本的に受け継ぐかたちで書かれた1967年の窪徳忠の『中国の宗教改革：全真教の成立』は、教理にも踏み込んで分析がなされたが、それは先行研究と同様の道教の旧弊を廃した姿として描かれ、内丹についても全真教の革新性を強調するためか極めて低い位置付けとなっていた。常盤大定・窪徳忠によれば、全真教は後世に張伯端以下の内丹道、すなわち南宗との接触により堕落や変容したとされていたが、全真教で説かれる「性命双修」は元々北宋の張伯端によって提唱したとされ、いわゆる旧道教との断絶を強調し過ぎるとその思想的関係が説明しにくいきらいがあった。
全真教は現代まで繋がる道教の二大教派の一つでありながら、その研究は上述の窪徳忠などの先行研究以降は部分的なものはあっても、教理・実践面の特に内丹学については研究が遅れていた。しかしその面においても近年は研究が進みつつある。
精神面の修行は以前から多少とも内丹の修行の一部として含まれており、特に悟達に重きを置いた内丹説は既に張伯端によって主張されていた。開祖の王重陽は禅僧ではなく内丹の道士であり、当時の思潮の中にあって全真教とは精神的な悟達を全面的に推し進めたことなどに道教での位置付けがある。従来のフレームワークに囚われずこのような視点を中心にして内丹と全真教を論じた研究が発表されるようになって来ている。

## 関連書籍
- 幸田露伴「活死人王害風」大正十五年（1926年）4月「改造」初出。詳しい論考（今日の学問的水準との比較はともかく）。著者はかなりこの人物（王重陽）をかっている。